# Tahsil d'Akola
El tahsil d'Akola és un subdistricte o subdivisió administrativa del districte d'Akola, a l'estat de Maharashtra. La seva capital és la ciutat d'Akola. Sota domini britànic fou anomenat taluka d'Akola.
La superfície del tahsil és de 1.906,2 km² i la població de 389.745 habitants al cens de 1971.